# Attalea seabrensis
Attalea seabrensis là loài thực vật có hoa thuộc họ Arecaceae. Loài này được Glassman mô tả khoa học đầu tiên năm 1999.